# Франческа Даллапе
Франческа Даллапе (італ. Francesca Dallapé, 24 червня 1986, Тренто, Італія) — італійська стрибунка у воду, срібна призерка Олімпійських ігор 2016 року, чемпіонка Європи.

## Виступи на Олімпіадах
| Олімпіада   | Дисципліна                                | Місце |
| ----------- | ----------------------------------------- | ----- |
| Пекін 2008  | синхронні стрибки з 3-метрового трампліна | 6     |
| Лондон 2012 | стрибки з 3-метрового трампліна           | 15    |
| Лондон 2012 | синхронні стрибки з 3-метрового трампліна | 4     |
| Ріо 2016    | синхронні стрибки з 3-метрового трампліна | 2     |